# Шуміха (Горноуральський міський округ)
Шумі́ха (рос. Шумиха) — присілок у складі Горноуральського міського округу Свердловської області.
Населення — 261 особа (2010, 313 у 2002).
Національний склад станом на 2002 рік: росіяни — 98 %.